# Ashby Parva
Ashby Parva is een civil parish in het Engelse graafschap Leicestershire.